# (33848) 2000 HU6
2000 HU6 (asteroide 33848) é um asteroide da cintura principal. Possui uma excentricidade de 0.25533980 e uma inclinação de 5.12726º.
Este asteroide foi descoberto no dia 24 de abril de 2000 por Spacewatch em Kitt Peak.